# آنا سوروكين
آنا سوروكين (مواليد 23 يناير 1991) هي محتالة ألمانية روسية المولد. بين عام 2013 و2017 تظاهرت بأنها وريثة ألمانية ثرية تحت اسم آنا دلفي من أجل الاحتيال على البنوك والفنادق والمعارف الأثرياء.